# ガリ・グンサ空港
阿里昆莎空港（ありこんさくうこう）またはガリ・グンサ空港は中華人民共和国チベット自治区ガリ地区ガル県に位置する空港。獅泉河鎮（ガリ地区の政府所在地）の西南にある。

## 概要
稲城亜丁空港（海抜4,436 m・四川省）、チャムド・バンダ空港（海抜4,334 m・チベット自治区）、ダルツェムド空港（海抜4,280 m・四川省）に次ぎ、2015年9月現在世界で4番目の標高にある4D級の支線用空港である。総投資額16.474億元で、4500mの滑走路を持ち、ボーイング737-700やエアバスA319、イリューシン Il-76が発着出来る。

### 軍事的意義
1969年12月18日に毛沢東が「関於加强阿里地区工作的指導」という文書を著し、その中でガリ地区に飛行場を作ると有り、空軍司令部と南疆軍区の指導者は二度に渡りガリ地区を視察調査したが、（資材の）輸送が困難なのと、費用が多大なので実現できなかった。その後、中国の経済発展により建設可能となった。当空港はインドとの国境近辺での空白地域を補う意義がある。大型輸送機が発着出来る事からチベット地域及び対インドでの軍事輸送に重要な意義を持つ。

## 沿革
- 2006年 - 計画開始[10]
- 2007年5月 - 建設開始[11]。人民解放軍9総隊により建設された[12]。
- 2009年9月5日 - 最初の飛行機が着陸[13]
- 2009年10月13日～18日 - 民航総局による試験飛行が行われた[14]
- 2010年5月 - 竣工[11]
- 2010年5月28日 - 試験飛行の為の最初の民間機が到着[15]
- 2010年7月1日 - 正式開港[16]

## 就航航空会社と就航路線
- 中国国際航空：ラサ、成都（ラサ経由）[17]
- チベット航空：ラサ[18]
- ラサ以外にホータン空港、カシュガル空港への就航が計画されている[19]。